# Georges Bonnet (homme politique, 1907-1973)
Pour les articles homonymes, voir Georges Bonnet et Bonnet.
Georges Bonnet, né le 15 décembre 1907 au Mas-d'Orcières (Lozère) et mort le 25 juin 1973 à Marvejols, est un homme politique français.

## Biographie
Chef de district chez EDF, il est sénateur DVD de la Lozère de 1955 à 1973 et conseiller général du canton du Massegros de 1949 à 1973, date de son décès.

## Détail des fonctions et des mandats
Mandat parlementaire
- 28 avril 1959 - 25 juin 1973 : Sénateur de la Lozère